# Albi di Dampyr (2003)
Albi pubblicati del fumetto Dampyr nel 2003.
| Nr. | Titolo                        | Soggetto       | Sceneggiatura  | Disegni             | Copertina    |
| --- | ----------------------------- | -------------- | -------------- | ------------------- | ------------ |
| 34  | La caverna dei troll          | Mauro Boselli  | Mauro Boselli  | Maurizio Dotti      | Enea Riboldi |
| 35  | I cacciatori di fantasmi      | Mauro Boselli  | Mauro Boselli  | Mario Rossi         | Enea Riboldi |
| 36  | Gli ammazzavampiri            | Mauro Boselli  | Mauro Boselli  | Mario Rossi         | Enea Riboldi |
| 37  | Il fiume dell'orrore          | Mauro Boselli  | Mauro Boselli  | Marco Torricelli    | Enea Riboldi |
| 38  | La signora della villa bianca | Mauro Boselli  | Mauro Boselli  | Alessandro Baggi    | Enea Riboldi |
| 39  | L'ultima notte                | Diego Cajelli  | Diego Cajelli  | Fabio Bartolini     | Enea Riboldi |
| 40  | Vathek!                       | Mauro Boselli  | Mauro Boselli  | Maurizio Dotti      | Enea Riboldi |
| 41  | Casa di bambole               | Mauro Boselli  | Mauro Boselli  | Nicola Genzianella  | Enea Riboldi |
| 42  | L'uomo di Belfast             | Alberto Ostini | Alberto Ostini | Giovanni Bruzzo     | Enea Riboldi |
| 43  | La leggenda di Amber          | Mauro Boselli  | Mauro Boselli  | Mauro Laurenti      | Enea Riboldi |
| 44  | Il sigillo nero               | Mauro Boselli  | Mauro Boselli  | Mauro Laurenti      | Enea Riboldi |
| 45  | Il vampiro di Highgate        | Mauro Boselli  | Mauro Boselli  | Giuliano Piccininno | Enea Riboldi |

## La caverna dei troll
Ad Egillsandur, la bambina di Jón, Freya, viene rapita da Gryla, ultima landvaettir d'Islanda; mentre Jón si affida ai seguaci del culto neopagano di Asatru, capeggiati da Colin Dunson, alla ricerca della figlia e della moglie scomparsa, Harlan e Kurjak devono capire chi abbia recuperato l'ascia maledetta di Axlar Bjorn e cerchi il potere sulla vita e sulla morte; i miti islandesi raccontano che le loro passate identità di eroi leggendari, Egil-una-mano e Asmund Ottarson, si siano recati nelle caverne dello Snæfellsnes per liberare due bellissime principesse, prigioniere del popolo dei troll.

## I cacciatori di fantasmi
Un gruppo di parapsicologi dell'Università di York si reca ad Haversham Priory per compiere delle indagini sulla presenza di spettri e altri fenomeni paranormali; non mancheranno i primi incidenti: improvvise tempeste scoppiate dentro il maniero, oscure presenze che infestano vari punti della casa e una muta di cani fantasma nel parco. Grazie all'amicizia di Hans Milius con uno dei ghost hunters, Harlan può unirsi al gruppo per indagare, ma molti misteri dovranno essere risolti: chi era in realtà il crudele padrone del maniero, Hugh Haversham? A cosa sono dovute le misteriose apparizioni? Quando la maledizione di Haversham Priory colpirà uno dei componenti della squadra, Harlan e i ghost hunters dovranno utilizzare le proprie energie interiori per far fronte alle apparizioni malvagie che infestano il castello.

## Gli ammazzavampiri
Non sempre Harlan dà la caccia ai non-morti: quando un gruppo di sedicenti ammazzavampiri, gli Hunters, compiono un massacro ai danni di un gruppo di giovani eccentrici che amano bere sangue e vestirsi da vampiri, Tesla e il Dampyr si recano nel Massachusetts sulle loro tracce. In quel momento gli Hunters si trovano a caccia di non-morti in una casa stregata, ma anche un Maestro della Notte li sta cercando, deciso ad impartire loro la più dura delle lezioni.

## Il fiume dell'orrore
All'inseguimento di Lammer, un Hunter sfuggito al massacro dei suoi compagni, Harlan e Tesla fanno il loro incontro con la sinistra famiglia Pickering e gli altri orrori della Waste Valley. La loro caccia coinvolgerà però un ignaro gruppo di escursionisti, che aveva deciso di discendere in canoa la Waste Valley prima che questa venga inondata dall'acqua per la costruzione di una diga. Il racconto è un omaggio al romanzo Dove porta il fiume di James Dickey, da cui è stato tratto il film Un tranquillo weekend di paura, e alle atmosfere create da Howard Phillips Lovecraft, che proprio in Massachusetts ha ambientato gran parte dei suoi racconti.

## La signora della villa bianca
Villa Valkea, in Karelia, è teatro di inquietanti fenomeni causati da Ajna, una donna che si era tolta la vita durante l'invasione sovietica della Finlandia, gettandosi nel laghetto antistante la villa per sfuggire ai soldati russi. Lo spirito inquieto si impossesserà pertanto della pronipote e tenterà di sedurre il giovane pittore Eevan, in visita alla villa. Solo l'intervento di Harlan, giunto sul posto per indagare sul caso di vampirismo psichico, risolverà la situazione dando finalmente la pace ad Ajna.

## L'ultima notte
Giunti a Istanbul sulle tracce di un malvivente che si fa chiamare "Il Vampiro", Harlan, Kurjak e Tesla si trovano a dover fronteggiare uno spietato killer che a causa di una maledizione è, suo malgrado, protetto e reso immortale dalla strega di Vukrovec. Yaceck, questo il nome del solitario assassino, sfrutterà a suo vantaggio le capacità del dampyr per mettere fine alla sua maledizione nel drammatico scontro finale al Rumeli Hisari.

## Vathek!
Le guerre sono il territorio di caccia prediletto dai maestri della notte, così Harlan e soci si recano in Angola per dare man forte agli amici del Medical Team, impegnati a prestare soccorso alle vittime della guerra civile. Lo scopo della missione è impedire che Vathek vanifichi gli effetti dei trattati di pace tra governo centrale e ribelli ed eliminare una volta per tutte l'arcivampiro; tuttavia Vathek tenderà un agguato ad Harlan e Kurjak, creando un'illusione che sposta il combattimento su un terreno più favorevole al maestro e mette in seria difficoltà i nostri eroi, che alla fine riusciranno a prevalere, lasciandosi tuttavia sfuggire Vathek.
Tra i vari personaggi che compaiono nella vicenda, quello del "galo negro" è ispirato a Jonas Malheiro Savimbi, leader guerrigliero angolano.

## Casa di bambole
Al centro dell'intera vicenda c'è una casa di bambole stregata, in cui avvengono strani fenomeni, che rapisce le persone e le trasporta in un'altra dimensione. Harlan, in compagnia del professor Hans Milius e della sua assistente Sophie Mutter, si reca ad Arnstadt, in Turingia, per indagare e scopre così che la casa di bambole non è una riproduzione ma la reale casa di proprietà della famiglia Merwick, una famiglia statunitense dedita alla magia nera, ridotta alle dimensioni di un modellino per effetto degli oscuri rituali dei Merwick. Sophie e Harlan vengono a loro volta rapiti dalla casa e l'unico modo per salvarsi sarà quello di sconfiggere la famiglia Merwick e distruggere col fuoco l'oggetto maledetto.

## L'uomo di Belfast
Trasferta irlandese per Harlan e Kurjak, che si recano a Belfast a indagare su un duplice omicidio ai danni di due ragazze cattoliche, le cui modalità riprendono quelle di uno squadrone della morte che agiva nell'Irlanda del Nord negli anni settanta. Mentre i fatti di sangue si susseguono, i protagonisti scoprono che dietro tutto agisce il non-morto Lester Caraher il quale, perso il suo branco, si mette in contatto con il suo Maestro con lo scopo di attirare il dampyr in trappola, grazie al risveglio di un nuovo branco di non morti dormienti. Lo sforzo si rivelerà vano e Caraher andrà incontro al suo destino finale.

## La leggenda di Amber
Gli abitanti di uno sperduto villaggio minerario del Galles hanno stretto un patto con la vampira Amber Tremayne, perché li protegga dai Tylwyth Teg, il popolo fatato delle leggende celtiche. Harlan e Tesla si recano invece in Galles alla ricerca di notizie sulla scrittrice scomparsa Dolly McLaine, per far luce sulla sua relazione con i Maestri della notte. Giunti nel villaggio di Llandegant si incontrano/scontrano con Amber che, dopo averli salvati dalle creature dell'Annwn, inizia a narrare loro la storia di Magno Massimo e del ruolo avuto durante l'invasione sassone delle isole britanniche.

## Il sigillo nero
Mentre Amber prosegue il suo racconto sulle vicende di Aurelio Ambrosio, che risulterà essere suo figlio, di Vortigern, dello scontro tra Britanni e Sassoni e di come ha sconfitto una prima volta Black Annis, figlia di Magno Massimo votatasi alla magia nera, a Londra Matthew Shady viene attaccato dalle creature dell'Annwn. Così, mentre Black Annis decide che è arrivato il momento di pareggiare i conti con Amber attaccando il villaggio di Llandegant, la vampira con Harlan e Matthew, guidati da un goblin scendono nell'Annwn per sfidare la strega nel suo territorio, avendo alla fine ragione su di lei e sulle sue creature.

## Il vampiro di Highgate
Nella Londra degli anni settanta il cimitero di Highgate è infestato da un vampiro e per affrontarlo scende in campo il fantomatico cacciatore di vampiri Dean Barrymore; Harlan, all'epoca residente proprio a Londra e ancora ignaro dei suoi poteri di dampyr, viene "contattato" da un Maestro della notte. Tornando al presente, Harlan e compagni si mettono in contatto con Barrymore per risolvere il mistero del vampiro di Highgate e di un Maestro della notte che si diverte a farsi passare per il conte Dracula; nella caccia verrà coinvolto anche il rivale di Barrymore, un altro cacciatore di vampiri di nome Jack Tarrant. Introdottisi nella rete fognaria di Londra, i protagonisti riemergono nella Londra di fine '800, in realtà un'emanazione del Maestro, che si scopre essere Lord Marsden; sconfitto il branco e distrutti i resti organici del Maestro che tenevano in piedi l'illusione, i nostri si risvegliano infine nella Londra contemporanea.